# Jóvenes Otomanos
Jóvenes Otomanos (en turco Yeni Osmanlılar o Nuevos Otomanos) fue una organización de jóvenes intelectuales y de clase media-liberal que se desarrolló en el interior del Imperio otomano a mediados del siglo XIX y que se oponían al sultanato y su forma de gobierno.
Se inspiraban en el pensamiento de Namık Kemal, un escritor, poeta y funcionario de gran poder de la Sublime Puerta y, sobre todo, del exiliado príncipe Mustafa Fazıl Pasha que los llamó a organizarse y financió. Medios aristocráticos y militares afines al sultanato también prestaron su apoyo al movimiento.

## Historia
Su fundación oficial se conviene que fue en 1871 bajo el liderazgo de Midhat Pasha. Defendían principios políticos occidentales, tales como derechos y libertades públicas, división de poderes y una Constitución moderna. Los unía una férrea oposición al sultán Abdülaziz I. En 1876 se habían fortalecido en el interior del Imperio con tal fuerza que habían alcanzado gran influencia en algunos sectores del ejército, de tal suerte que forzaron a Abdul Hamid II a aceptar un nuevo texto constitucional de corte liberal a finales de ese mismo año. No obstante, los Jóvenes Otomanos no pretendían cambiar la fortaleza del Imperio, ni el papel que este ejercía en sus zonas de influencia ni en los pueblos sometidos al mismo, singularmente los eslavos.

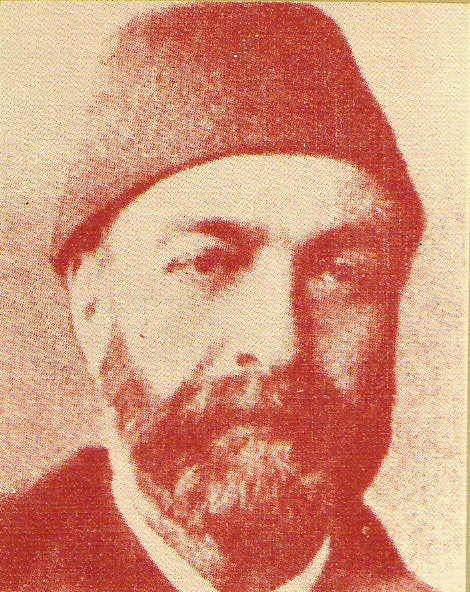
Ziya Pashá, otro miembro destacado de los Jóvenes Otomanos.

Conseguidos parcialmente sus objetivos, el movimiento cayó en desgracia, como el propio Midhat Bajá, tras la derrota del Imperio en la guerra ruso-turca y el duro Tratado de San Stefano, donde se reconocía la independencia de buena parte de los países eslavos, y el aún más extremo Congreso de Berlín, que modificó el tratado anterior en perjuicio de los otomanos.
Los Jóvenes Otomanos fueron posteriormente el germen del más conocido movimiento de los Jóvenes Turcos, primero bajo la forma de un Comité de Unión y Progreso, en el que se apoyó en buena medida la formación de Turquía.[cita requerida]